# Joseph Fischer (Stuckateur)

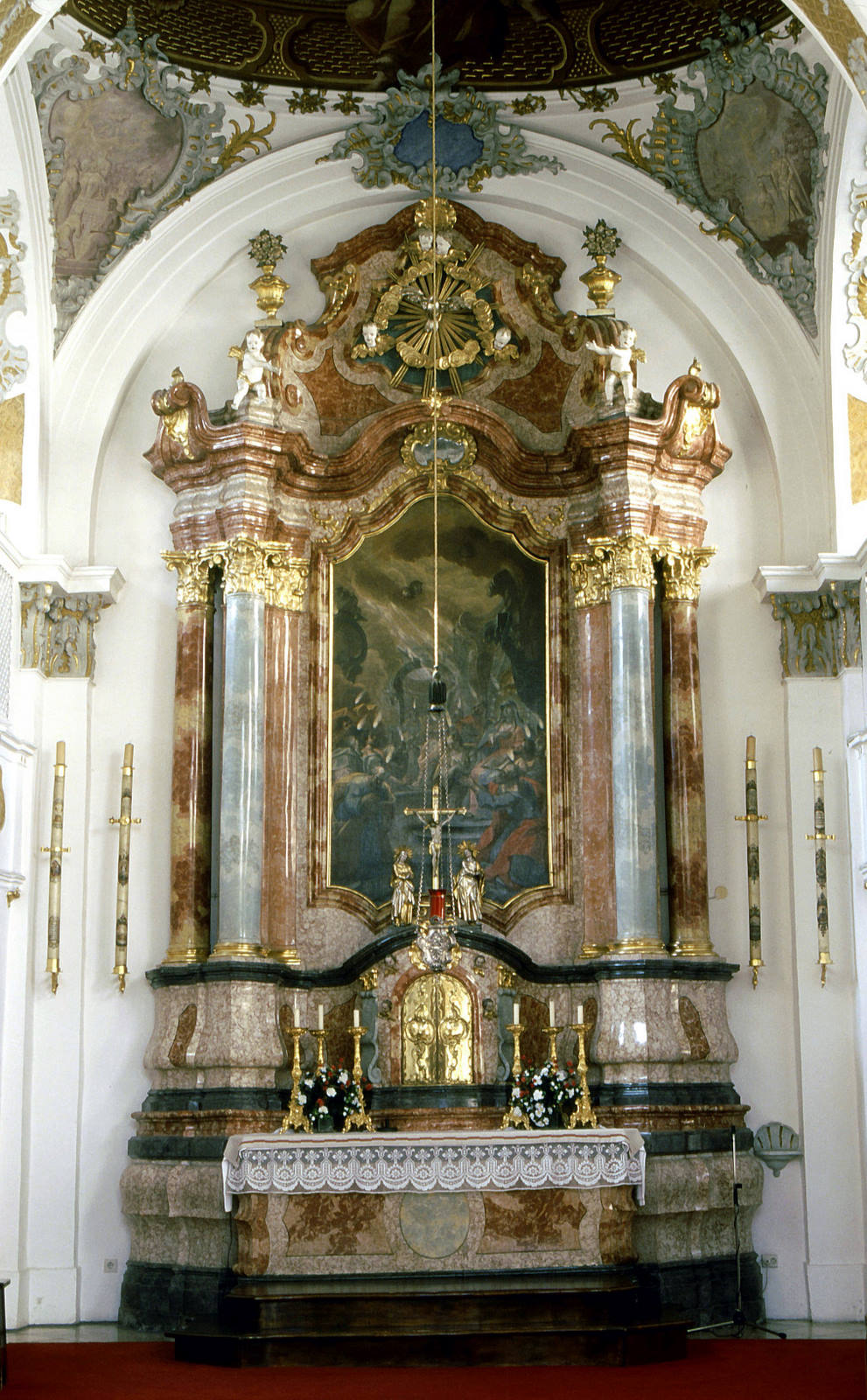
Hochaltar in der Spitalkirche in Füssen

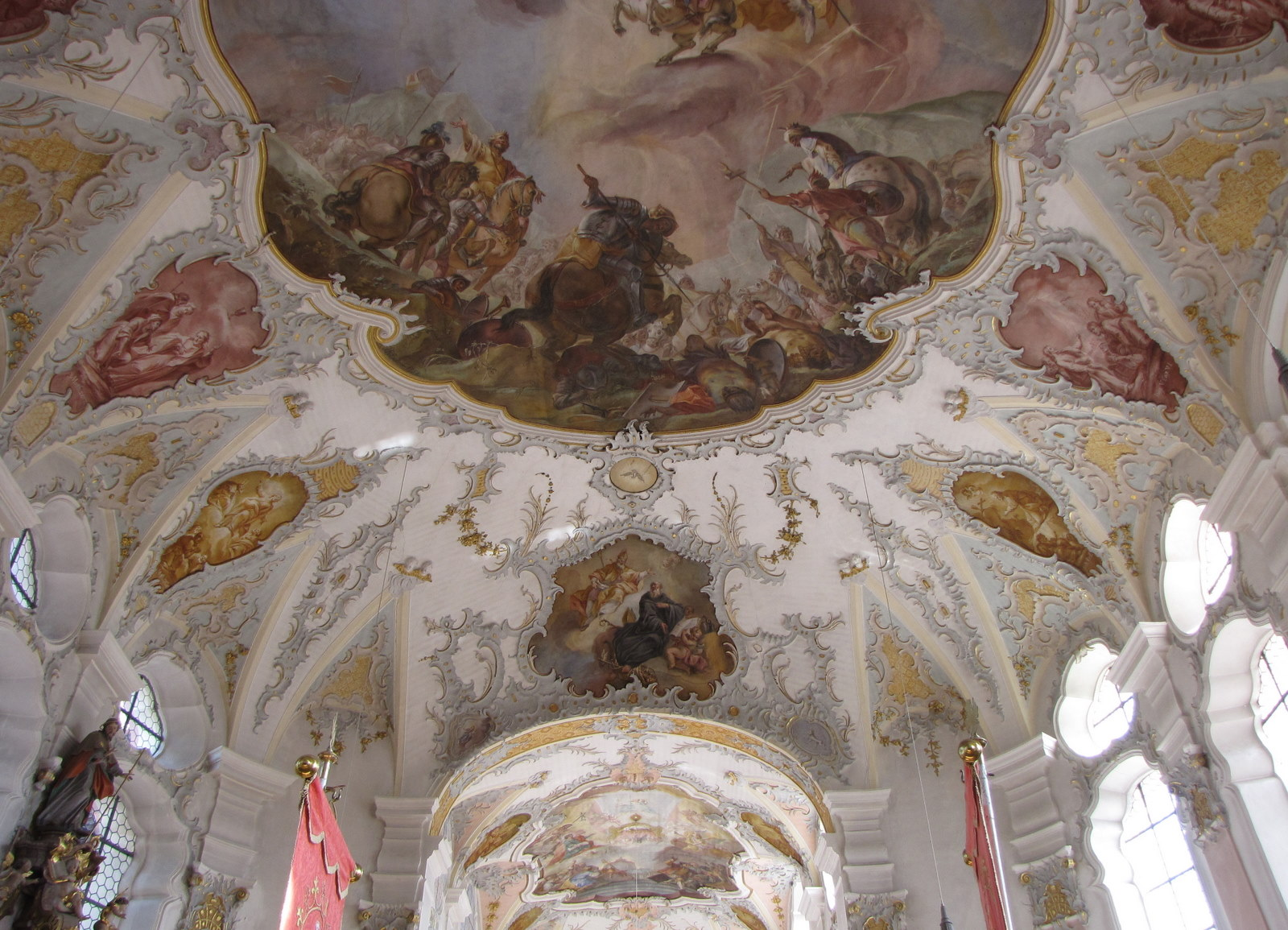
Stuckdisposition in der Pfarrkirche Ketterschwang

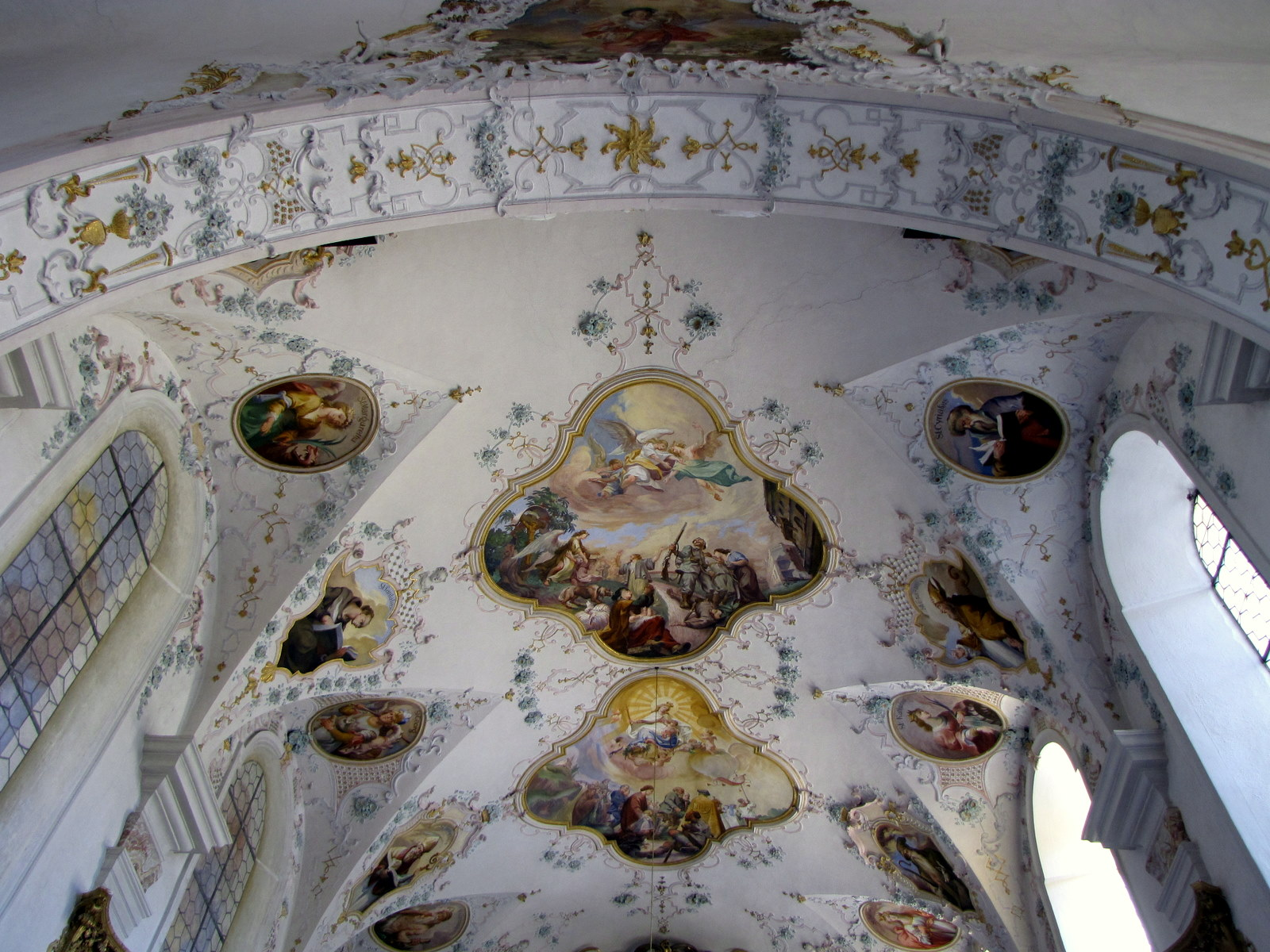
Stuck im Chor der Pfarrkirche Petersthal

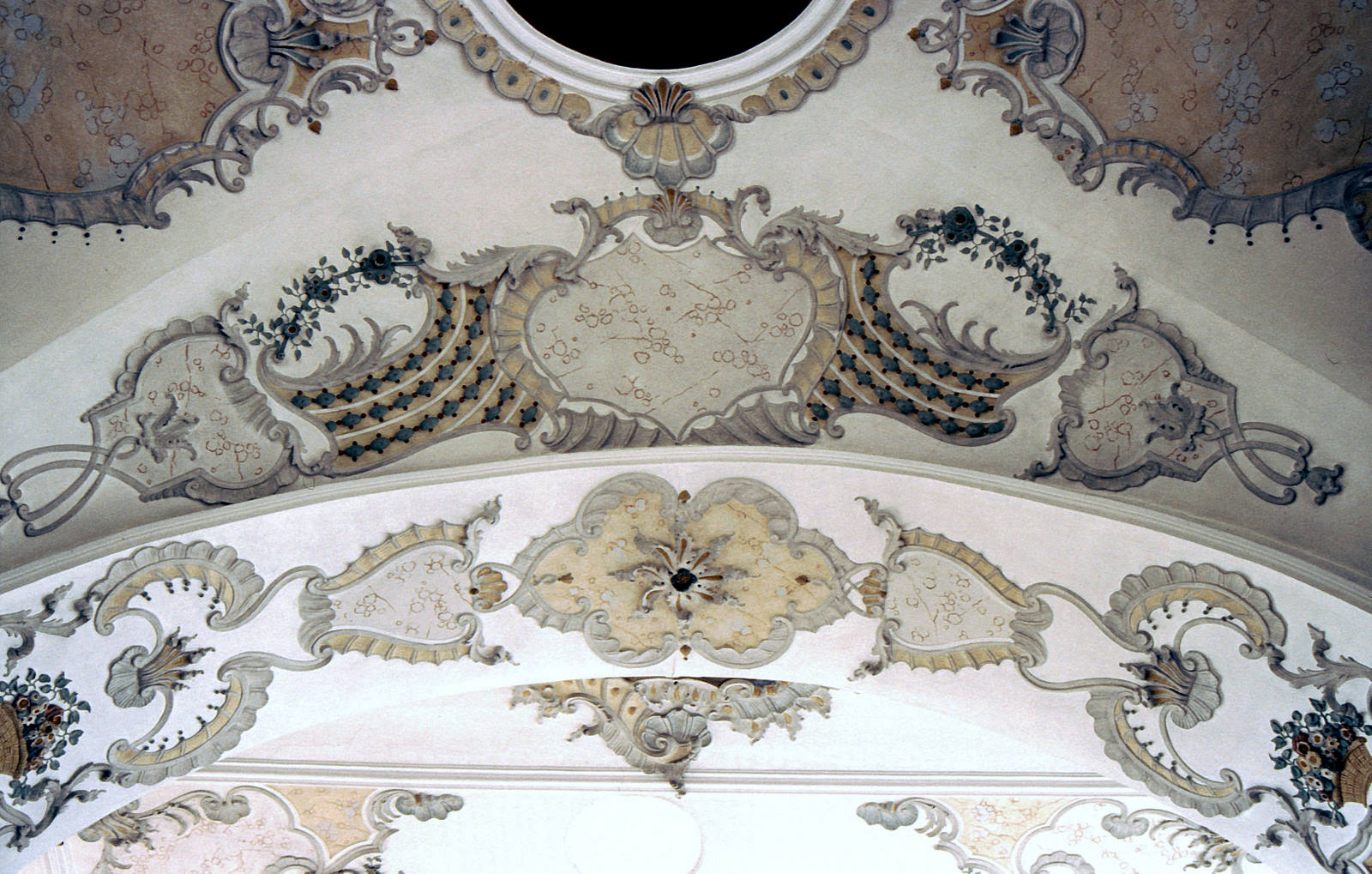
Deckenstuck in der Pfarrkirche Hopfen

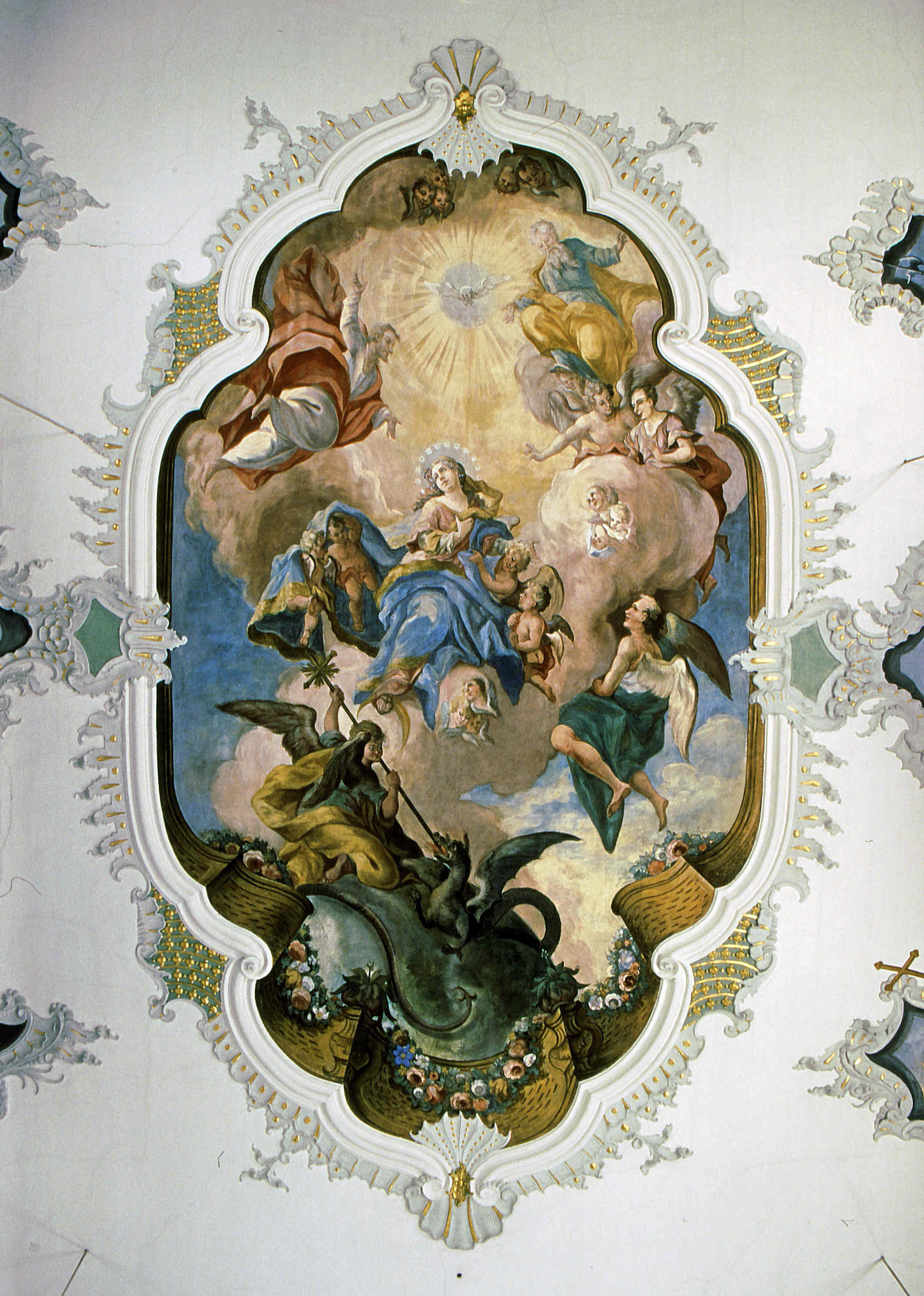
Deckenstuck in der Pfarrkirche von Heiterwang

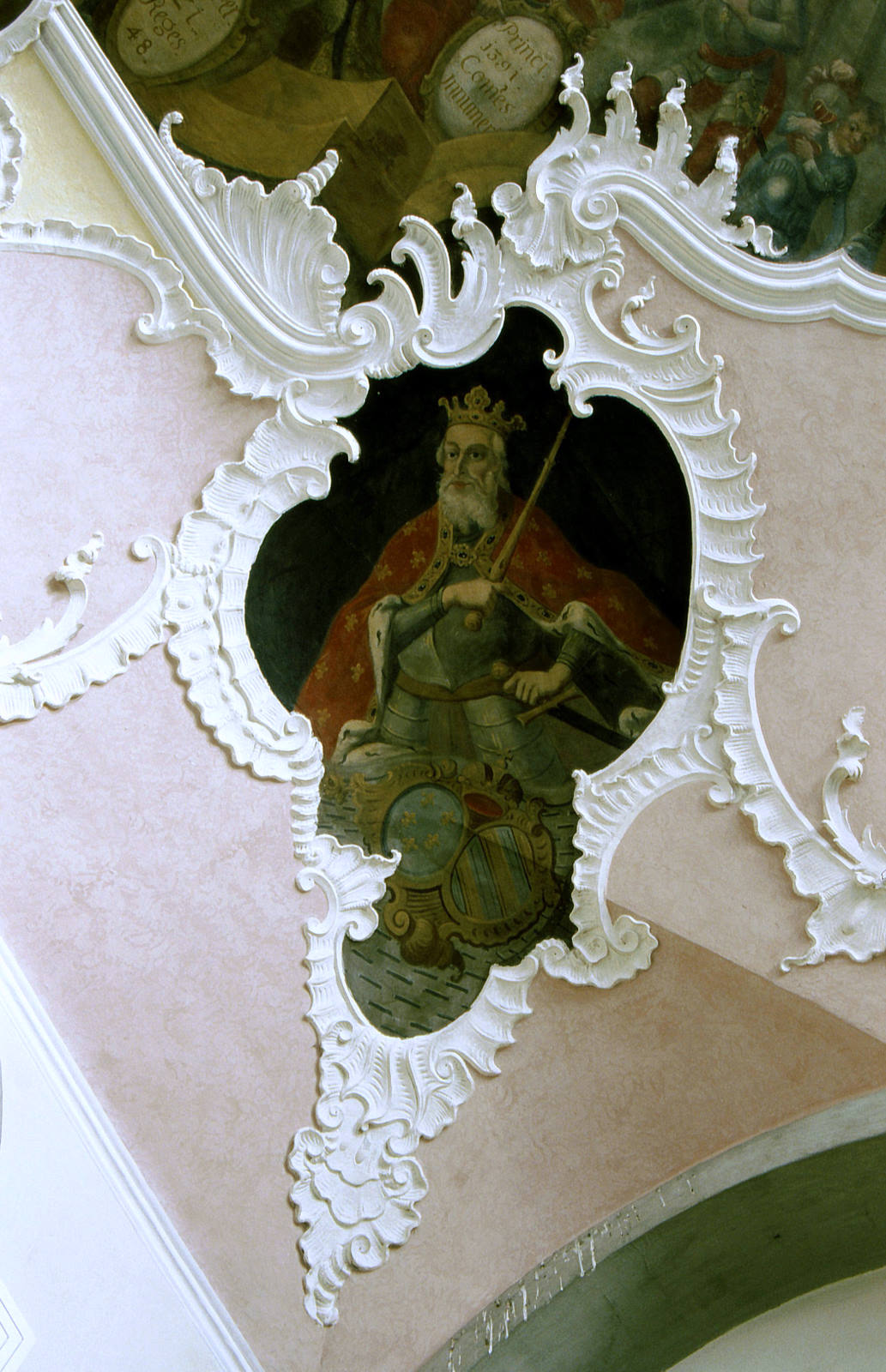
Stuckarbeit in der Vorhalle von Kloster St. Mang in Füssen

Joseph Anton Fischer (* 15. März 1704 in Faulenbach bei Füssen; † 2. Oktober 1771 im Augustinerkloster Lichtenfeld in Ungarn) war ein vielbeschäftigter Rokoko-Stuckator aus Füssen.

## Leben
Joseph Anton Fischer wurde als Sohn des Klosterdieners Anselm Johann Ferdinand Fischer aus Weißensee und seiner Frau Katharina Schwaiger aus Rieden am 15. März 1704 in Faulenbach bei Füssen geboren. Am 31. Januar 1729 heiratete er die aus Wessobrunn (Haid) stammende Maria Anna Zöpf. Der Tod seines Vaters am 13. Dezember 1730 war Anlass für die Übergabe des halben Hauses, der Hofstatt und des Gartens in Faulenbach.
Möglich ist es, dass Joseph Fischer das Handwerk des Stuckators bei Dominikus Zimmermann erlernt hat. Denn zwischen den Familien Zimmermann und Fischer existierten enge familiäre Bindungen. Joseph Fischers Onkel Stephan Fischer, selbst ein Stuckator, der jedoch 1712 nach Ungarn ausgewandert ist, und Dominikus Zimmermann waren etwa gleich alt. Theresia Zimmermann war zudem Patin bei den drei in Füssen getauften Kindern des Ehepaars Stephan und Anna Fischer. Einen Hinweis für die Lehre bei Zimmermann stellt auch die Tatsache dar, dass Joseph Fischer in Stuckmarmorarbeiten brillierte, wie seine knapp 30 bisher bekannten Stuckmarmoraltäre belegen.
Als 27-Jähriger erhielt Joseph Fischer seinen wohl bedeutendsten Auftrag, und zwar zusammen mit dem auch erst 26 Jahre alten Augsburger Stuckator Franz Xaver Feuchtmayer d. Ä.: Die beiden schufen die trefflich disponierte festlich-repräsentative Stuckdekoration der Zisterzienserstiftskirche Stams.
Joseph Fischer, der als Wanderkünstler sehr viel auswärts arbeitete, starb am 2. Oktober 1771 im Augustinerkloster Lichtenfeld in Ungarn.

## Stuckierungen
- 1731: Stams (Österreich/Tirol), Zisterzienser-Stiftskirche (A)
- 1734/35: Füssen, Stadtpfarrkirche St. Mang, Heiliggrabkapelle (A)
- 1735/36: Bernbeuren, Pfarrkirche, Marienkapelle (A)
- 1739/40: Petersthal, Pfarrkirche St. Peter und Paul, Chor
- 1742: Füssen, Kloster St. Mang, Papstzimmer
- 1742/43: Füssen, ehem. Gartenpavillon der Abtei St. Mang
- 1742/43: Hohenfurch, Pfarrkirche Mariä Himmelfahrt, Langhaus
- 1743/44: Seeg, Pfarrkirche St. Ulrich, Chor (A) – nicht erhalten!
- 1744/45: Haslach, Filialkirche St. Wolfgang
- 1745/46: Füssen, Filialkirche St. Sebastian, Langhaus (A)
- 1746/47: Hopfen am See, Pfarrkirche St. Peter und Paul (A)
- 1747: Fristingen, Pfarrkirche St. Blasius
- 1749/50: Füssen, Spitalkirche Heilig Geist
- Um 1750: Heiterwang (Tirol), Pfarrkirche Mariä Himmelfahrt
- 1751: Füssen, Stadtpfarrkirche St. Mang, Magnuskapelle (A)
- 1753: Sachsenried, Pfarrkirche St. Martin (A)
- 1753: Unterostendorf, Filialkirche St. Stephan (A)
- 1755: Petersthal, Pfarrkirche St. Peter und Paul, Langhaus
- 1755/56: Jengen, Pfarrkirche St. Martin (A)
- 1757/58: Ketterschwang, Pfarrkirche St. Jakobus maior (A)
- 1761: Immenhofen, Filialkirche St. Nikolaus
- 1764/65: Füssen, Franziskanerklosterkirche St. Stephan

## Stuckmarmorarbeiten
- 1725: Füssen, Feldkirche St. Ulrich und Afra, Hochaltar und Kanzel
- 1735/36: Füssen, Stadtpfarrkirche St. Mang, Heiliggrabkapelle, Verschiedenes (A)
- 1740/41: Rückholz, Pfarrkirche St. Georg, 2 Seitenaltäre
- um 1742: Bichlbach (Tirol), Pfarrkirche St. Laurentius, Hochaltar
- 1744–1747: Stadtpfarrkirche St. Mang, 4 Seitenaltäre (A)
- 1747: Geisenried, Pfarrkirche St. Alban, Altar (A) – nicht erhalten!
- 1748: Hohenfurch, Pfarrkirche Mariä Himmelfahrt, Hochaltar (A)
- 1750: Füssen, Spitalkirche Heilig Geist, Hochaltar (A)
- 1752: Füssen, Spitalkirche Heilig Geist, rechter Seitenaltar
- 1753: Sachsenried, Pfarrkirche St. Martin, Hochaltar (A)
- um 1753: Unterostendorf, Filialkirche St. Stephan, Hochaltar und Pilaster (A)
- 1754: Heiterwang (Tirol), Pfarrkirche Mariä Himmelfahrt, Hochaltar
- um 1755: Petersthal, Pfarrkirche St. Peter und Paul, Kanzel, Pilaster und Säulen
- 1757: Ketterschwang, Pfarrkirche St. Jakobus maior, Hochaltar (A) – nicht erhalten!
- um 1757: Prem, Pfarrkirche St. Michael, Hochaltar und Seitenaltar-Antependien
- 1759: Füssen, Spitalkirche Heilig Geist, linker Seitenaltar (A)
- 1761: Sachsenried, Pfarrkirche St. Martin, 2 Seitenaltäre (A)
- 1763: Rieder, Filialkirche St. Joseph, 2 Seitenaltäre, Hochaltar-Antependium
- um 1766: Denklingen, Pfarrkirche St. Michael, Kanzel
- um 1768: Osterbuch, Pfarrkirche St. Michael, Hochaltar und Kanzel

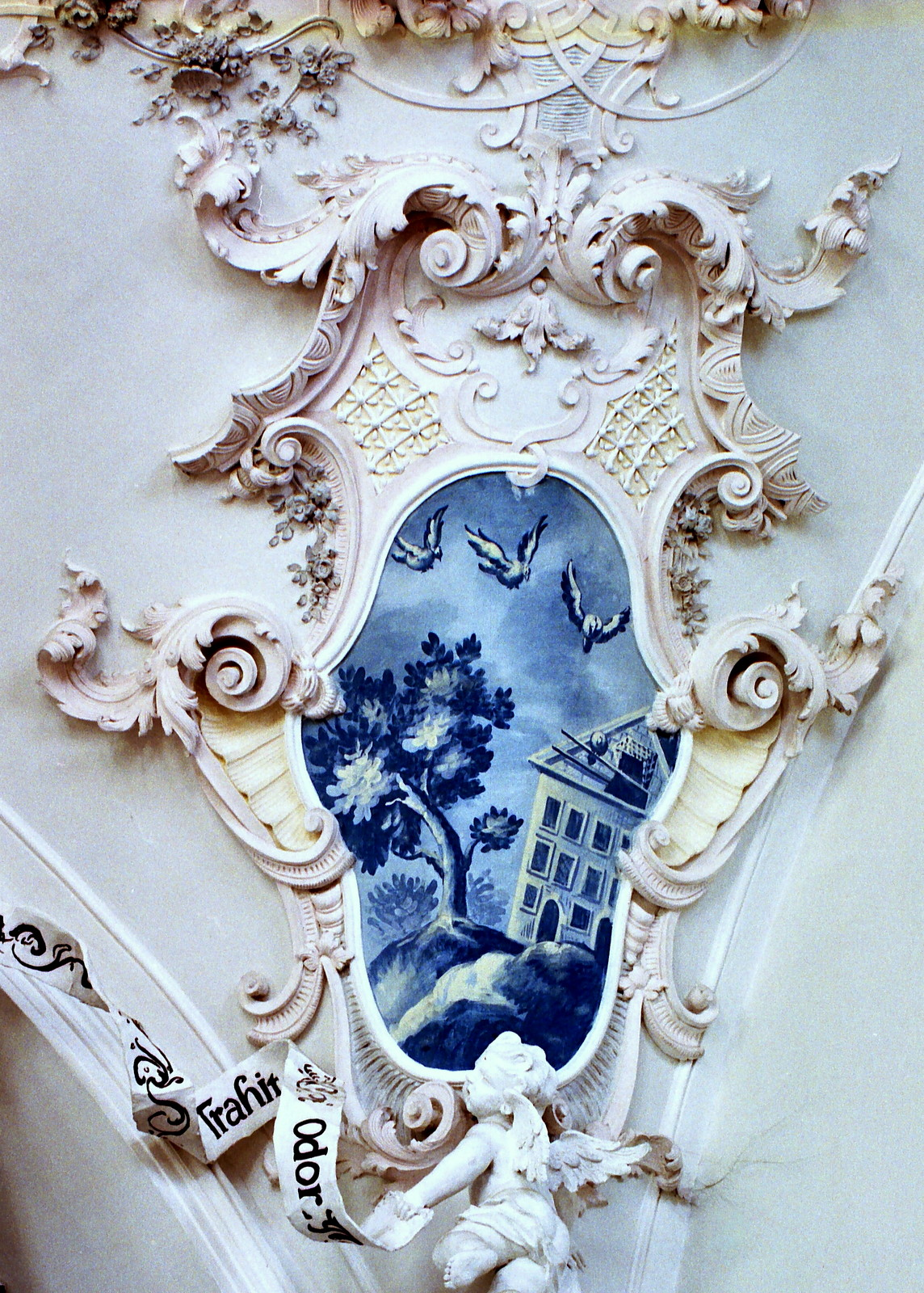
Stuckkartusche in der Stiftskirche Stams
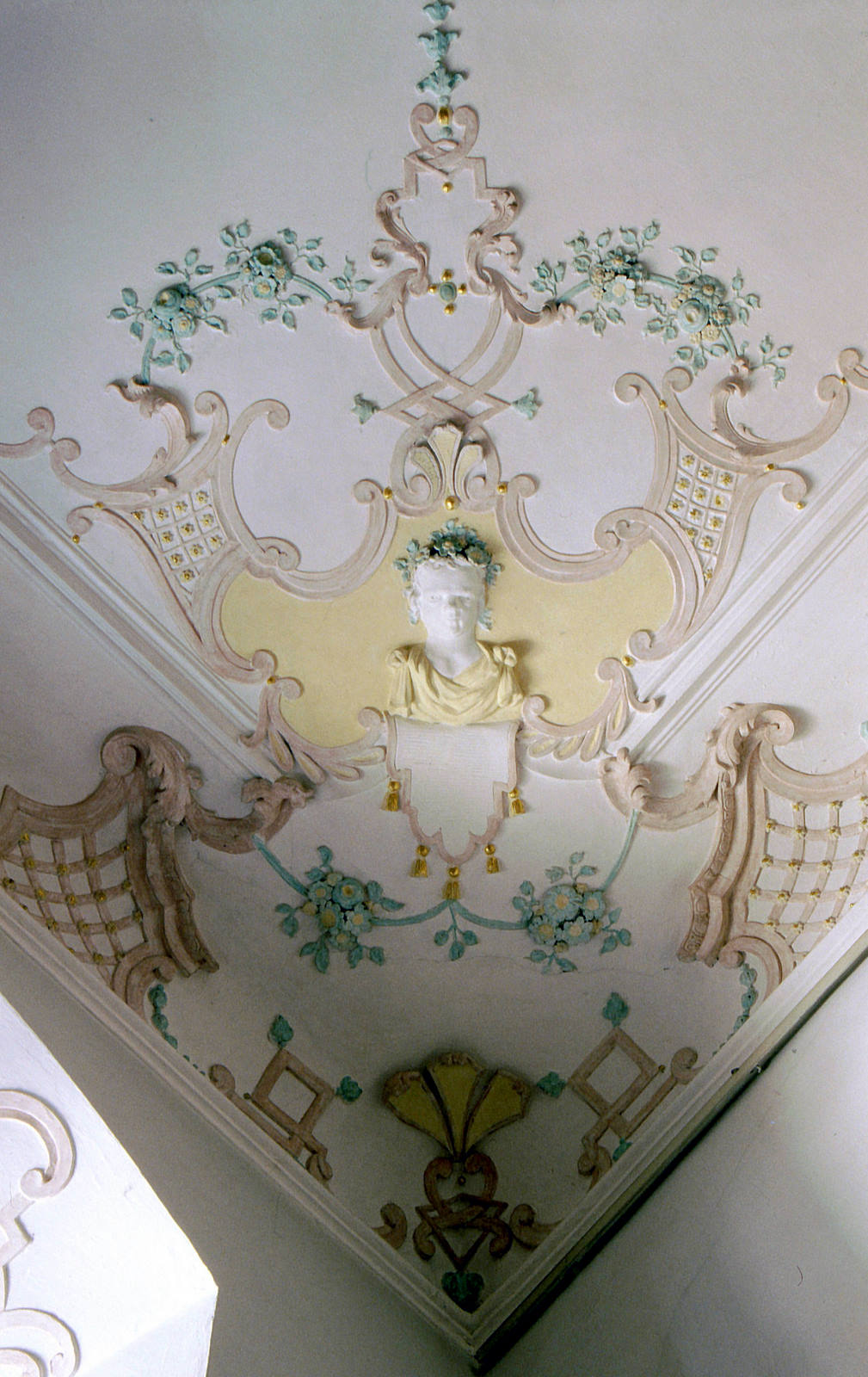
Stuckarbeit im Papstzimmer des Klosters St. Mang in Füssen
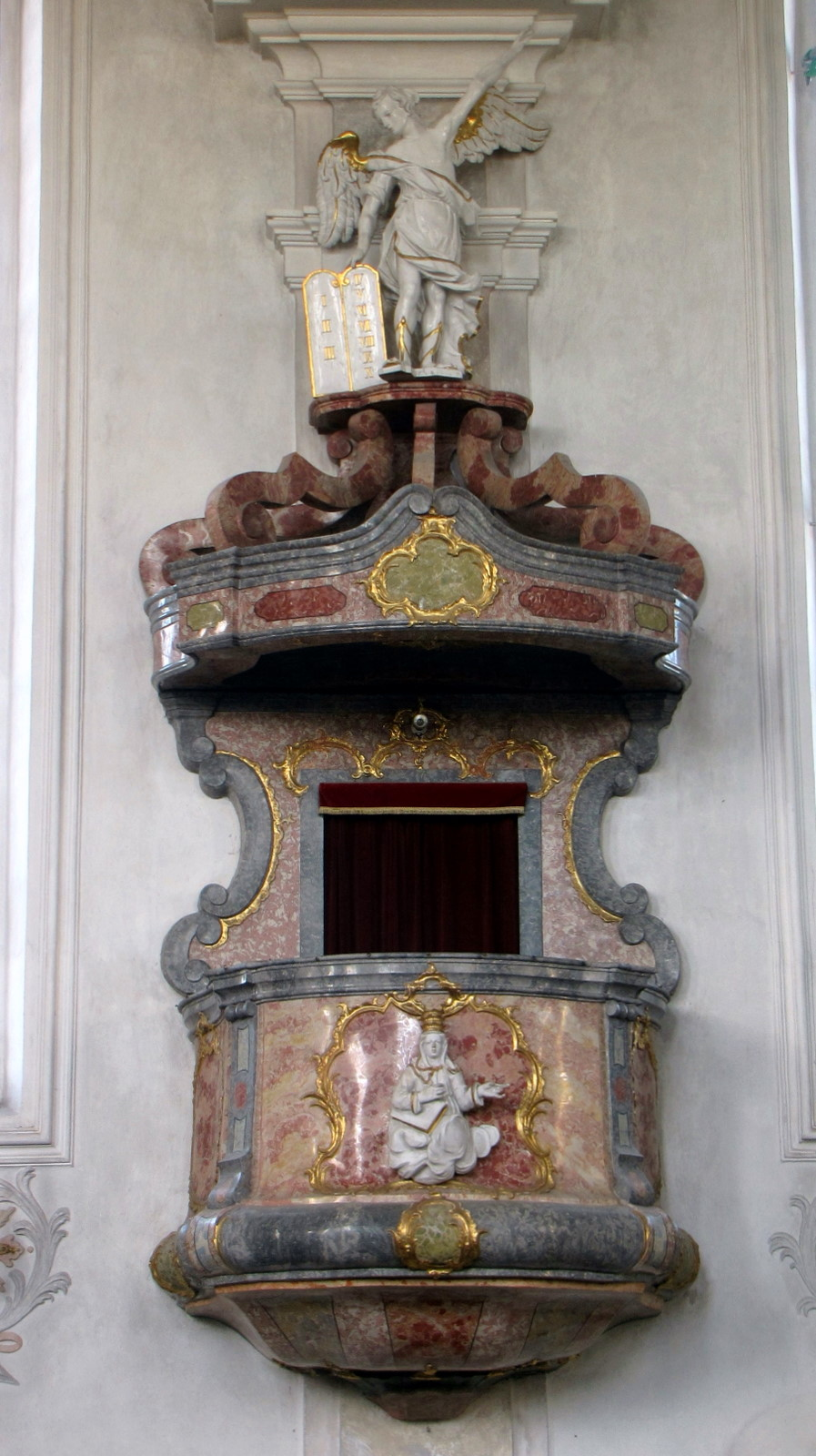
Kanzel in der Pfarrkirche von Denklingen
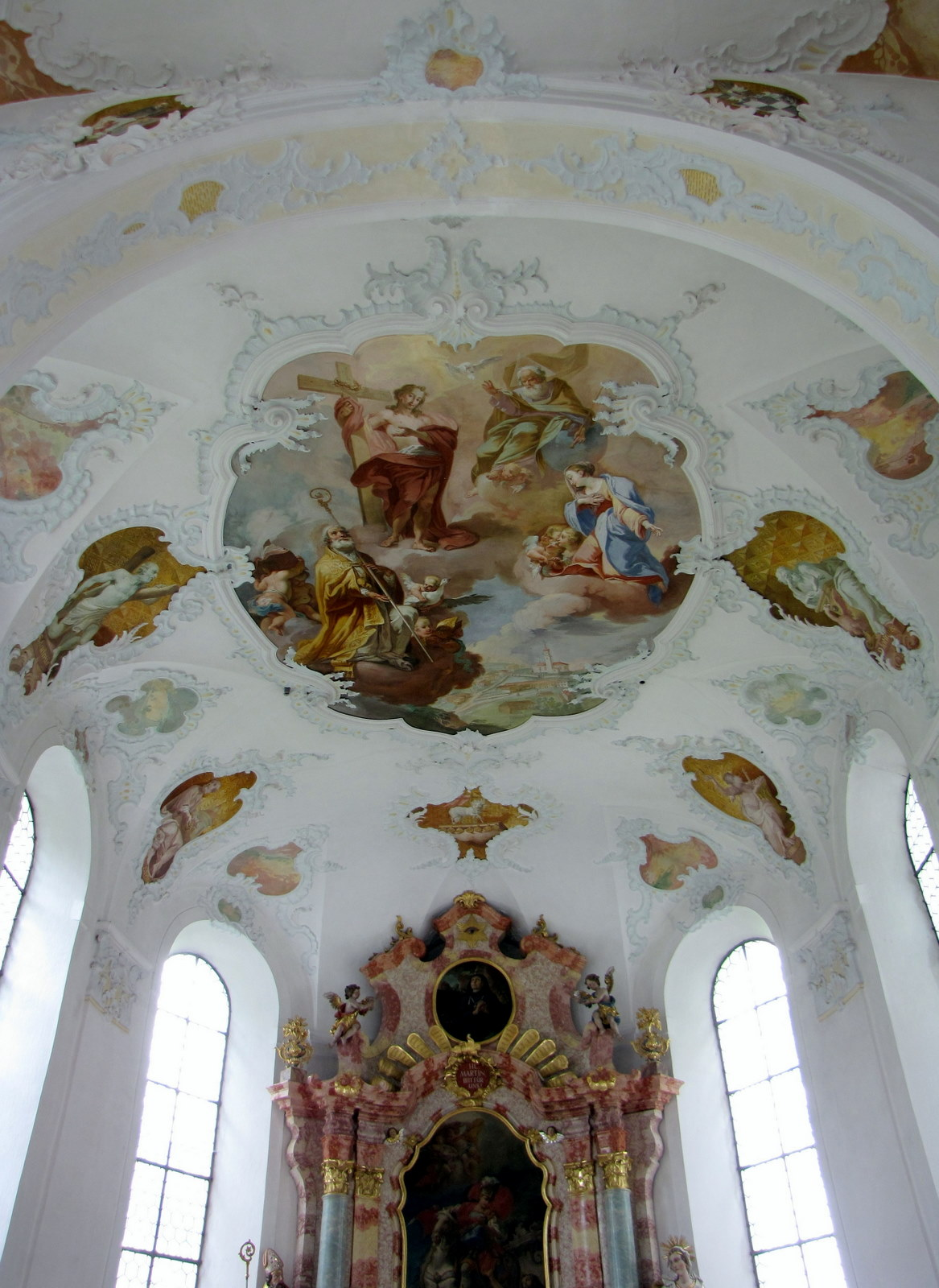
Stuck und Hochaltar im Chor der Pfarrkirche von Sachsenried